# 低地
在自然地理学中，低地（lowland）是指地势相对较低的平地，适用于描述从深海到高地之间向上倾斜的陆地、山区内的低洼地、剥蚀平原或与高地相对的一切陆地。其中苏格兰低地是典型的低地。

## 外部連結
本条目包含来自公有领域出版物的文本: Chisholm, Hugh (编).  (第11版). London: Cambridge University Press. 1911.